# Маре, Джессика
Дже́ссика До́миник Маре́ (англ. Jessica Dominique Marais; род. 29 января 1985 года) — австралийская модель, актриса театра и кино. Стала известна благодаря роли в сериале Packed to the Rafters. Также известна по роли Морд-Сит Денны в телесериале «Легенда об Искателе».

## Ранняя жизнь
Родилась 29 января 1985 года в Южной Африке. В детские годы Джессики семья часто переезжала. Джессика жила в Канаде, Новой Зеландии, пока в 9 лет не переехала в Австралию на постоянное место жительства. Спустя шесть месяцев после прибытия в Австралию отец Маре (Тони Маре) умер от сердечного приступа. Вся ответственность за Маре и её сестру Клару легла на плечи матери — Карен. Около года обучалась в колледже John XXIII College, позднее с 1995 года училась в английской школе для девочек St Hilda’s Anglican School, которую окончила в 2002 году. В 2007 году окончила международный институт драматического искусства National Institute of Dramatic Art в Сиднее. В мае 2014 года призналась, что с 12 лет страдает биполярным расстройством психики.

## Карьера
Во время учёбы в NIDA, Маре получила свою первую серьёзную роль Рэйчел Рэйфтер в телешоу Packed to the Rafters. Роль принесла неожиданный успех и мгновенное признание. Первым фильмом Маре стала австралийская драма «Два кулака, одно сердце» 2008 года. В фильме она сыграла Кейт, встреча с которой является переломным моментом в судьбе главного героя — известного боксера Энтони Арго. Следующей работой Маре стал сериал «Легенда об Искателе», основанный на серии книг «Меч Истины» американского писателя Терри Гудкайнда. Джессика сыграла роль Денны — женщины-воина Морд-Сит. Первое появление Маре произошло в восьмой серии первого сезона, после чего она снималась ещё в нескольких сериях первого и второго сезонов сериала. В 2010 году Маре принимает участие в съемках триллера «Игла».
После окончания съемок в Packed to the Rafters (20 марта 2012 года вышел последний эпизод с Джессикой в эпизодической роли), Маре переезжает в Лос-Анджелес, чтобы продолжить карьеру в Голливуде. Затем она отправляется в Майами, чтобы сняться в восьми сериях первого сезона драмы производства США «Волшебный город» в роли Лили Даймонд. Премьера состоялась 6 апреля 2012 года. 20 марта 2012 года Starz продлил сериал на второй сезон, к съёмкам в котором Джессика приступила вскоре после рождения дочери. Премьера состоялась 14 июня 2013 года. 2 июля 2013 года в эфир вышел финальный эпизод сериала Packed to the Rafters, где Маре вновь вернулась к своей роли.
В мае 2013 года начались съемки телесериала Love Child, где Джессика исполнила роль интерна-акушера по имени Джоан Миллер. Премьера сериала состоялась 17 февраля 2014 в эфире австралийского телеканала Channel 9. Также в мае Джессика приступила к съемкам телефильма «Карлотта», где сыграла роль транссексуала Кэрол «Карлотты» Спенсер и исполнила финальную кавер-версию песни Ширли Бэсси This is my life. Премьера телефильма состоялась 19 июня 2014 года. В июле 2013 года стало известно, что голосом Маре для австралийских зрителей заговорит самолет Рошель в мультипликационном фильме «Самолёты», производства Walt Disney Pictures. 5 августа 2013 года Starz объявили о решении отказаться от дальнейшего производства сериала «Волшебный город». В 2014 году Джессика также появляется и на театральной сцене в постановке Cosi. В начале марта 2014 года сериал Love Child продлён на второй сезон.
В 2014 году снялась в австралийском документальном фильме «Это фильм о сахаре», рассказывающем о вреде сахара. В 2016 году приступила к съемкам в телесериале «Не та девушка», где исполнила главную роль — продюсера утреннего телешоу Лили Вудворд. Премьера сериала состоялась 28 сентября 2016 года, а в ноябре проект был продлён на второй сезон.

## Личная жизнь

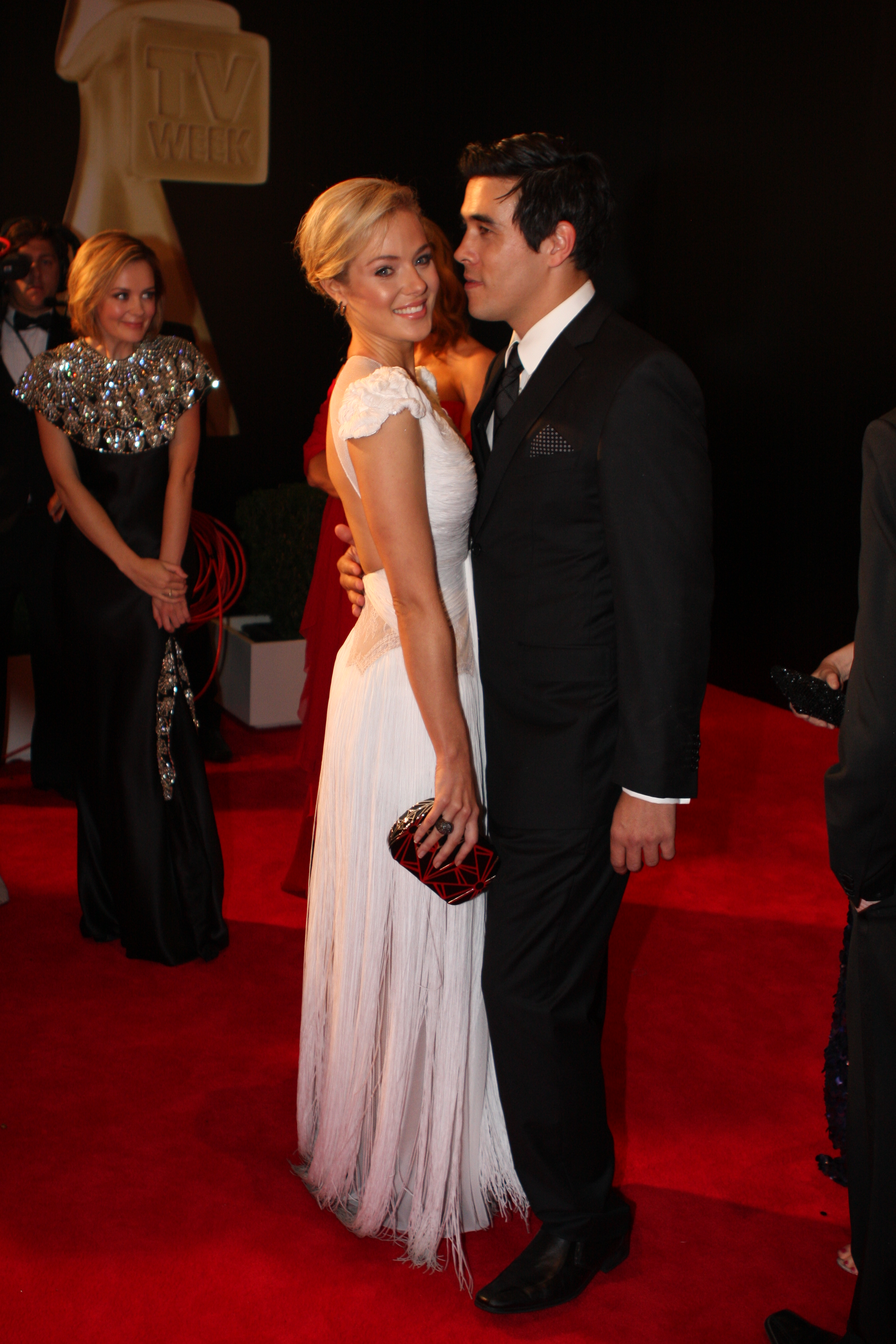
Джессика Маре и Джеймс Стюарт на TV Week Logie Awards, 2011 год

Джессика была помолвлена с коллегой по сериалу «Packed to the Rafters» Джеймсом Стюартом. 15 ноября 2011 года пара объявила, что ждёт ребёнка. 9 мая 2012 года Маре родила дочь, которую назвала Скаут (полное имя — Скаут Эди Стюарт). В мае 2015 года актёры расстались, так и не оформив свои отношения официально.

### Семья
Отец — Тони Маре (скончался в 1994 году)
Мать — Карен Маре (скончалась в августе 2020 года)
Младшая сестра — Клара Маре
Фактический супруг — Джеймс Стюарт (с 2008 по 2015 годы)
Дочь — Скаут Эди Стюарт (род. 9 мая 2012 г.)

## Фильмография
| Год       |     | Русское название        | Оригинальное название | Роль                                                  |
| --------- | --- | ----------------------- | --------------------- | ----------------------------------------------------- |
| 2008—2012 | с   | В гости к Рэфтерам      | Packed to the Rafters | Рэчел Рэфтер (Rachel Rafter)                          |
| 2008      | ф   | Два кулака, одно сердце | Two Fists, One Heart  | Кейт (Kate)                                           |
| 2008—2010 | с   | Легенда об Искателе     | Legend of the Seeker  | Морд-Сит Денна (Mord'Sith Denna)                      |
| 2010      | кор |                         | Fish Lips             | Audrey — Adult                                        |
| 2010      | ф   | Игла                    | Needle                | Кэнди (Candy)                                         |
| 2012—2013 | с   | Волшебный город         | Magic city            | Лили Даймонд (Lily Diamond)                           |
| 2013      | мф  | Самолеты                | Planes                | самолет Рошель (Rochelle) — озвучивание для Австралии |
| 2013—2017 | с   | Дитя любви              | Love Child            | Джоан Миллер (Joan Miller)                            |
| 2014      | тф  | Карлотта                | Carlotta              | Кэрол «Карлотта» Спенсер (Carol «Carlotta» Spencer)   |
| 2015      | док | Сахар                   | That Sugar Film       | камео                                                 |
| 2016—2017 | с   | Не та девушка           | The Wrong Girl        | Лили Вудворд (Lily Woodward)                          |

## Театр
| Год  | Постановка | Роль |
| ---- | ---------- | ---- |
| 2014 | Cosi       |      |

## Награды
| Год  | Премия                       | Категория, работа                                                                   | Результат |
| ---- | ---------------------------- | ----------------------------------------------------------------------------------- | --------- |
| 2009 | TV Week Logie Awards         | «Самая популярная новая актриса» (В гости к Рэфтерам)                               | Победа    |
| 2010 | TV Week Logie Awards         | «Самая популярная персона на Австралийском телевидении» (В гости к Рэфтерам)        | Номинация |
| 2010 | TV Week Logie Awards         | «Лучшая актриса» (В гости к Рэфтерам)                                               | Номинация |
| 2010 | British Horror Film Festival | «Лучшая актриса второго плана» (Игла)                                               | Победа    |
| 2011 | TV Week Logie Awards         | «Лучшая актриса» (В гости к Рэфтерам)                                               | Номинация |
| 2011 | TV Week Logie Awards         | «Самая популярная персона на Австралийском телевидении» (В гости к Рэфтерам)        | Номинация |
| 2012 | TV Week Logie Awards         | «Лучшая актриса» (В гости к Рэфтерам)                                               | Номинация |
| 2015 | TV Week Logie Awards         | «Самая выдающаяся актриса» (Карлотта)                                               | Номинация |
| 2015 | TV Week Logie Awards         | «Лучшая актриса» (Дитя любви; Карлотта)                                             | Номинация |
| 2016 | TV Week Logie Awards         | «Лучшая актриса» (Дитя любви)                                                       | Победа    |
| 2017 | TV Week Logie Awards         | «Лучшая актриса» (Дитя любви; Не та девушка)                                        | Победа    |
| 2017 | TV Week Logie Awards         | «Самая выдающаяся актриса» (Дитя любви)                                             | Номинация |
| 2017 | TV Week Logie Awards         | «Самая популярная персона на Австралийском телевидении» (Дитя любви; Не та девушка) | Номинация |
| 2018 | TV Week Logie Awards         | «Самая популярная персона на Австралийском телевидении»                             | Победа    |